# Feuguerolles-sur-Seulles
Feuguerolles-sur-Seulles is een plaats en voormalige gemeente in het Franse departement Calvados in de regio Normandië. De plaats maakt deel uit van het arrondissement Bayeux.

## Geschiedenis
Op 1 januari 1973 werd Feuguerolles-sur-Seulles samen met Orbois en Sermentot met de status commune associée opgenomen in de gemeente Anctoville. Deze gemeente fuseerde op 1 januari 2017 met Longraye, Saint-Germain-d'Ectot en Torteval-Quesnay samengevoegd tot de commune nouvelle Aurseulles. De communes associées van Anctoville, waaronder ook Feuguerolles-sur-Seulles, kregen net als de fusiegemeenten de status van commune deleguée van Aurseulles.
Anctoville · Feuguerolles-sur-Seulles · Longraye · Orbois · Quesnay-Guesnon · Saint-Germain-d'Ectot · Sermentot · Torteval